# Добромеж (Нижньосілезьке воєводство)
Добромеж (пол. Dobromierz, нім. Hohenfriedeberg) — село в Польщі, у гміні Добромеж Свідницького повіту Нижньосілезького воєводства.
Населення — 847 осіб (2011).
У 1975-1998 роках село належало до Валбжиського воєводства.

## Демографія
Демографічна структура станом на 31 березня 2011 року:
|          | Загалом | Допрацездатний вік | Працездатний вік | Постпрацездатний вік |
| -------- | ------- | ------------------ | ---------------- | -------------------- |
| Чоловіки | 416     | 74                 | 304              | 38                   |
| Жінки    | 431     | 70                 | 258              | 103                  |
| Разом    | 847     | 144                | 562              | 141                  |